# Cúp Síp 2015
Cúp Síp 2015 (Cyprus Cup 2015), giải bóng đá nữ giao hữu thường niên được tổ chức tại Cộng hòa Síp, diễn ra từ 5 đến 11 tháng 3 năm 2015. Anh là đội tuyển giành chức vô địch.

## Thể thức
Mười hai đội được chia làm ba bảng. Các bảng A và B gồm các đội xếp hạng cao nhất và là các đội cạnh tranh chức vô địch. Các đội đầu bảng A và B thi đấu trận chung kết. Đội nhất bảng C đá trận tranh hạng ba với đội nhì có thành tích tốt nhất ở bảng A và B. Đội nhì bảng C gặp đội hạng nhì còn lại thuộc các bảng A và B để tranh hạng năm. Các đội thứ ba bảng A và B tranh hạng 7. Đội hạng ba bảng C gặp đội hạng 4 có thành tích tốt hơn trong hai bảng A và B, còn hai đội hạng bốn còn lại gặp nhau ở trận tranh hạng 11.

## Vòng bảng
Giờ thi đấu là giờ địa phương (EET/UTC+2)

### Bảng A
| Đội      | Tr | T | H | B | BT | BB | HS | Đ |
| -------- | -- | - | - | - | -- | -- | -- | - |
| Canada   | 3  | 3 | 0 | 0 | 4  | 0  | +4 | 9 |
| Ý        | 3  | 2 | 0 | 1 | 5  | 4  | +1 | 6 |
| Scotland | 3  | 1 | 0 | 2 | 4  | 6  | −2 | 3 |
| Hàn Quốc | 3  | 0 | 0 | 3 | 2  | 5  | −3 | 0 |

| Hàn Quốc     | 1–2     | Ý                        |
| ------------ | ------- | ------------------------ |
| Ji So-yun 7' | Báo cáo | Bonansea 5' · Guagni 57' |

| Scotland | 0–2     | Canada                    |
| -------- | ------- | ------------------------- |
|          | Báo cáo | Fleming 4' · Sinclair 55' |

| Canada       | 1–0     | Hàn Quốc |
| ------------ | ------- | -------- |
| Sinclair 57' | Báo cáo |          |

| Ý                              | 3–2     | Scotland                  |
| ------------------------------ | ------- | ------------------------- |
| Girelli 18', 67' · Tarenzi 55' | Báo cáo | Mitchell 69' · Little 80' |

| Ý | 0–1     | Canada      |
| - | ------- | ----------- |
|   | Báo cáo | Chapman 50' |

| Scotland                        | 2–1     | Hàn Quốc       |
| ------------------------------- | ------- | -------------- |
| Little 16' (ph.đ.) · Murray 89' | Báo cáo | Yeo Min-ji 34' |

### Bảng B
| Đội      | Tr | T | H | B | BT | BB | HS | Đ |
| -------- | -- | - | - | - | -- | -- | -- | - |
| Anh      | 3  | 2 | 1 | 0 | 7  | 2  | +5 | 7 |
| Úc       | 3  | 2 | 0 | 1 | 4  | 3  | +1 | 6 |
| Hà Lan   | 3  | 0 | 2 | 1 | 1  | 2  | −1 | 2 |
| Phần Lan | 3  | 0 | 1 | 2 | 1  | 6  | −5 | 1 |

| Phần Lan          | 1–3     | Anh                                    |
| ----------------- | ------- | -------------------------------------- |
| Saari 89' (ph.đ.) | Báo cáo | Sanderson 21' · Aluko 66' · Clarke 83' |

| Hà Lan | 0–1     | Úc          |
| ------ | ------- | ----------- |
|        | Báo cáo | Crummer 73' |

| Phần Lan | 0–0     | Hà Lan |
| -------- | ------- | ------ |
|          | Báo cáo |        |

| Úc | 0–3     | Anh                 |
| -- | ------- | ------------------- |
|    | Báo cáo | Taylor 8', 17', 83' |

| Hà Lan      | 1–1     | Anh       |
| ----------- | ------- | --------- |
| Miedema 19' | Báo cáo | Aluko 43' |

| Úc                                    | 3–0     | Phần Lan |
| ------------------------------------- | ------- | -------- |
| Gill 29' · Sykes 77' · Van Egmond 89' | Báo cáo |          |

### Bảng C
| Đội          | Tr | T | H | B | BT | BB | HS | Đ |
| ------------ | -- | - | - | - | -- | -- | -- | - |
| México       | 3  | 2 | 1 | 0 | 3  | 0  | +3 | 7 |
| Cộng hòa Séc | 3  | 1 | 1 | 1 | 3  | 3  | 0  | 4 |
| Nam Phi      | 3  | 1 | 0 | 2 | 1  | 3  | −2 | 3 |
| Bỉ           | 3  | 0 | 2 | 1 | 2  | 3  | −1 | 2 |

| México                 | 2–0     | Nam Phi |
| ---------------------- | ------- | ------- |
| Corral 53' · Mayor 69' | Báo cáo |         |

| Cộng hòa Séc                    | 2–2     | Bỉ                         |
| ------------------------------- | ------- | -------------------------- |
| Voňková 17' · I. Martínková 71' | Báo cáo | Daniels 53' · Wullaert 79' |

| Bỉ | 0–1     | Nam Phi        |
| -- | ------- | -------------- |
|    | Báo cáo | Seoposenwe 21' |

| Cộng hòa Séc | 0–1     | México     |
| ------------ | ------- | ---------- |
|              | Báo cáo | Noyola 63' |

| Nam Phi | 0–1     | Cộng hòa Séc    |
| ------- | ------- | --------------- |
|         | Báo cáo | Chlastáková 67' |

| México | 0–0     | Bỉ |
| ------ | ------- | -- |
|        | Báo cáo |    |

## Vòng phân hạng

### Tranh hạng 11
| Hàn Quốc          | 1–1     | Bỉ          |
| ----------------- | ------- | ----------- |
| Yoo Young-a 67'   | Báo cáo | Daniels 49' |
| Loạt sút luân lưu |         |             |
|                   | 5–3     |             |

### Tranh hạng 9
| Phần Lan                  | 2–1     | Nam Phi         |
| ------------------------- | ------- | --------------- |
| Kempi 7' · Westerlund 30' | Báo cáo | Seoposengwe 63' |

### Tranh hạng bảy
| Scotland               | 3–1     | Hà Lan         |
| ---------------------- | ------- | -------------- |
| Little 17', 55', 90+1' | Báo cáo | Hoogendijk 70' |

### Tranh hạng năm
| Úc                                                                                   | 6–2     | Cộng hòa Séc     |
| ------------------------------------------------------------------------------------ | ------- | ---------------- |
| Gorry 8' · Van Egmond 15' · De Vanna 34' · Heyman 54' · Polkinghorne 85' · Sykes 86' | Báo cáo | Benýrová 8', 63' |

### Tranh hạng ba
| Ý                        | 2–3     | México                              |
| ------------------------ | ------- | ----------------------------------- |
| Cernoia 53' · Guagni 69' | Báo cáo | Corral 45' · Franco 86' · Perez 87' |

### Chung kết
| Canada | 0–1     | Anh           |
| ------ | ------- | ------------- |
|        | Báo cáo | Sanderson 67' |